# سیل ۱۳۹۴ رودان
سیل ۱۳۹۴ رودان در روز ۲۱ آبان در پی ۴ ساعت بارندگی مداوم و طغیان رودخانه رودان واقع در استان هرمزگان جاری شد و در پی آن ۵ نفر که در یک پراید بودند کشته شدند. نوبخت رئیس سازمان برنامه و بودجه وقت بر اثر سیل ۱۵۰ میلیون تومان به تأسیسات زیربنایی برق که شامل یک کیلومتر شبکه برق فشار متوسط و ۱۰ پست هوایی بوده در این شهرستان خسارت وارد شده‌است و معاون استاندار هم میزان خسارات وارده توسط سیل را ۱۹ میلیارد تومان برآورد کرد.